# Křídlovka
Křídlovka je žesťový nástroj příbuzný trubce, na rozdíl od ní však má širší a kóničtější trubici. Existuje také o oktávu níže znějící nástroj zvaný baskřídlovka. Ke známým hráčům na křídlovku patří např. Miles Davis nebo Chet Baker.

## Etymologie
Český název je překlad německého Flügelhorn, doslova křídlový roh. Jedno z vysvětlení původu slova je, že se dříve tímto nástrojem do boje svolávala křídla armády. Další možné vysvětlení vychází z toho, že křídlovku dříve používali lovci dávající zvukové signály svým kolegům na křídlech lovecké skupiny.

## Stavba a funkce
Křídlovka je stejně jako většina trubek a kornetů laděna převážně in B. Nejčastěji má tři klapky (objevují se i čtyřklapkové varianty) a stejný prstoklad jako ostatní příbuzné nástroje. Stejně jako trubka může mít i křídlovka dva druhy ventilů: pístové či otočné. Jediný větší rozdíl v porovnání s trubkami a kornety je v nátrubku – u křídlovky je jeho tvar kóničtější. Pro hráče na trubku či kornet tedy není obecně vzato problémem po jisté adaptaci hrát i na křídlovku.
Tón křídlovky díky jejímu poněkud odlišnému tvaru jemnější a plnější než u příbuzných nástrojů. Na rozdíl od nich je ale na křídlovku obtížnější s jistotou hrát vysoké tóny.

## Využití v hudbě
Křídlovka se tradičně používala v armádě jako signální nástroj, díky svému jemnému tónu se používá převážně jako melodický nástroj, zvláště v dechových, vojenských a jazzových orchestrech.